# Nobuhiko Okamoto
Nobuhiko Okamoto (岡本 信彦 Okamoto Nobuhiko?,  Tokio, Japón, 24 de octubre de 1986) es un actor de voz y cantante japonés, afiliado a Racoon Dog. En más de diez años de carrera, Okamoto ha desempeñado una variada y larga lista de trabajos que van desde series de anime a doblajes de películas.
Okamoto es conocido por sus papeles tales como lo son el de Shin Kanzato en Persona Trinity Soul, Kōta Tomiie en Toradora!, Abel en Slayers Evolution-R, Ryou Takiguchi en Durarara!!, Katsumi Tōma en Uragiri wa Boku no Namae o Shitteiru, Accelerator en Toaru Majutsu no Index, Rin Okumura en Ao no Exorcist, Mizuki en Kamisama Hajimemashita, Rei Ōgami en Code: Breaker, Yū Nishinoya en Haikyū!!, Dagger en Kuroshitsuji: Book of Circus, Yoichi Saotome en Owari no Seraph, Kazuma Hashimoto en Cheer Danshi!!, Genya Shinazugawa en Kimetsu no Yaiba, Katsuki Bakugo en Boku no Hero Academia , Ghiaccio en JoJo's Bizarre Adventure: Golden Wind Y Karma Akabane en Assassination Classroom. También ha ganado un Seiyū Award en la categoría de "Mejor actor nuevo" y otro en la categoría de "Mejor actor de reparto".

## Carrera

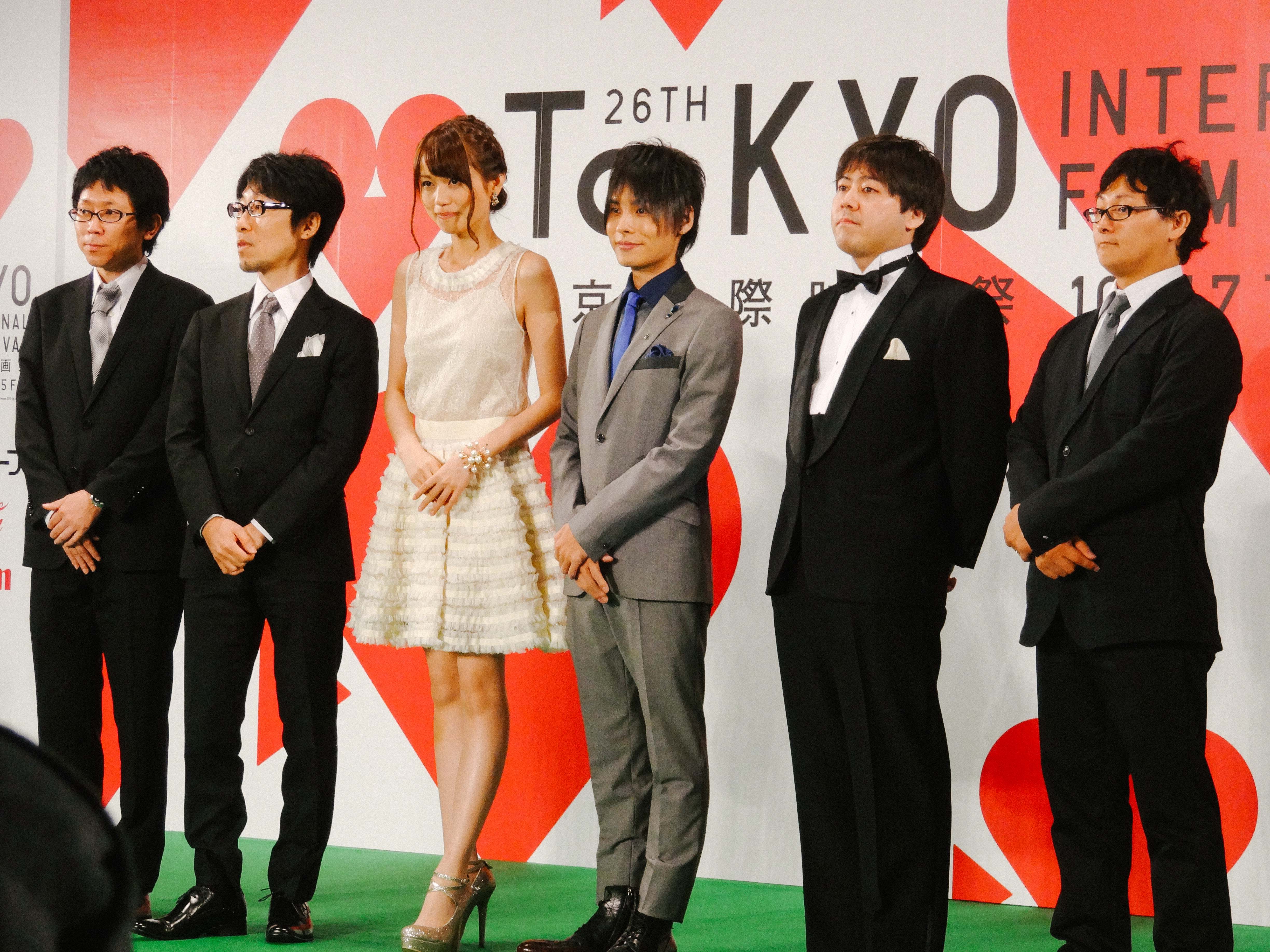
Okamoto junto al elenco de Sakasama no Patema, en el Festival Internacional de Cine de Tokio de 2013.

Okamoto comenzó su carrera en 2006. En una entrevista realizada durante la Anime Expo de 2012, se le preguntó a Okamoto lo que le inspiró para convertirse en seiyū, a lo que él respondió diciendo que siempre ha sido un gran fan del manga Slam Dunk y pensó que el personaje de Kaede Rukawa era realmente sensacional, por lo que quería ser como él.
Durante la tercera entrega de los Seiyū Awards en 2009, junto con Yūki Kaji, ganó en la categoría de Mejor actor nuevo por sus papeles de Accelerator en To Aru Majutsu no Index, Shin Kanzato en Persona Trinity Soul y Ryuji Kuhoin en Kure-nai.
En 2011, en la quinta entrega de los Seiyū Awards, ganó en la categoría de Mejor actor de reparto por sus papeles de Takumi Usui en Kaichō wa Maid-sama!, Eiji Niizuma en Bakuman y Accelerator en To Aru Majutsu no Index.

### Música
Okamoto ha expresado en varias funciones, que incluye su participación en el Character CDs, que en su cumpleaños número veinticinco anunció su debut como cantante para el año 2012.

## Vida personal
Es muy hábil jugando al shogi, ya que tiene el certificado de shogi de tercera clase. Apareció en varios eventos de Shogi en Niconico. También le gusta jugar al bádminton.
Él es cristiano. En su tiempo libre juega videojuegos. 
El 21 de marzo de 2020, Okamoto reveló que está casado con la también seiyū Asuka Ōgame después de que Shūkan Bunshun informara sobre acusaciones de que tenía una relación extramatrimonial. Se disculpó por sus acciones.

## Filmografía
Lista de roles interpretados durante su carrera.
Sus roles principales están en negrita

### Anime
2006
- Welcome to the N.H.K. como Colleague (ep 12); Estudiante (ep 6)
- Ghost Hunt como John Brown.

2007
- Nodame Cantabile como Kanei (ep 5)
- Terra E como Serge Sturgeon.
- Bakugan Battle Brawlers como Tatsuya (ep 5); Kosuke (ep 9)
- Sola como Yorito Morimiya.
- Shugo Chara! como Musashi.
- Potemayo como Yasumi Natsu.
- Potemayo Specials como Yasumi Natsu.

2008
- Persona -Trinity Soul- como Shin Kanzato.
- Kure-nai como Ryūji Kuhōin.
- Nabari no Ō como Gau Meguro.
- Sekirei como Haruka Shigi.
- Toradora! como Kōta Tomiie.
- Shugo Chara! Doki como Musashi.
- To Aru Majutsu no Index como Accelerator.
- Noramimi como Kapayuki.

2009
- Akikan! como Gorō Amaji.
- Asu no Yoichi! como Yoichi Karasuma.
- Chrome Shelled Regios como Layfon Alseif.
- Slayers Evolution-R como Abel.
- Basquash! como Bal, Samico & Sauce (ep 12).
- Guin Saga como Oro.
- Hatsukoi Limited como Haruto Terai.
- The Sacred Blacksmith como Luke Ainsworth.
- Yumeiro Patissiere como Makoto Kashino/Kasshi (eps 13, 34-35, 46).

2010
- Durarara!! como Ryou Takiguchi.
- Ōkami Kakushi como Issei Tsumuhana.
- Bleach como Narunosuke.
- Kaichou wa Maid-sama como Takumi Usui.
- Senkou no Night Raid como Ichinose.
- Mayoi Neko Overrun! como Takumi Tsuzuki.
- Uragiri wa Boku no Namae o Shitteiru como Katsumi Tōma.
- Densetsu no Yūsha no Densetsu como Lear Rinkal.
- Shukufuku no Campanella como Leicester Maycraft.
- Nurarihyon no Mago como Inugami.
- High School of the Dead como Takuzo (ep 3).
- Shiki como Toru Mutou.
- Bakuman como Niizuma Eiji.
- Ōkami-san to Shichinin no Nakama-tachi como Hansel Otogi (ep 4).
- Otome Yōkai Zakuro como Mamezō.
- Yumeiro Patissiere SP Professional como Makoto Kashino; Kasshi (eps 55-57).
- Toaru Majutsu no Index II como Accelerator.

2011
- Yumekui Merry como Yumeji Fujiwara.
- Freezing como Arthur Crypton.
- Pretty Rhythm: Aurora Dream como Wataru.
- Tiger & Bunny como Ivan Karelin/Origami Cyclone.
- Sekaiichi Hatsukoi como Kisa Shouta.
- Rinshi!! Ekoda-chan como Maa-kun.
- Maria Holic Alive como Rindo.
- Ao no Exorcist como Rin Okumura.
- Kamisama Dolls como Kuga Kyouhei.
- Sacred Seven como Night Terushima.
- Itsuka Tenma no Kuro Usagi como Serge Entolio.
- Beelzebub como Hisaya Miki.
- Bakuman 2 como Niizuma Eiji.
- Baka to Test to Shōkanjū: Ni! como Genji Hiraga.
- Kimi to Boku como Fuyuki Matsuoka.
- Ben-To como Yamahara.
- Last Exile: Fam, the Silver Wing como Johann.
- Guilty Crown como Kenji Kido.

2012
- Acchi Kocchi como Io Otonashi.
- Danshi Kōkōsei no Nichijō como Mitsuo.
- Hagure Yūsha no Estetica como Akatsuki Ōsawa.
- Kimi to Boku 2 como Fuyuki Matsuoka.
- Metal Fight Beyblade Zero-G como Zero Kurogane.
- Sakamichi no Apollon como Seiji Matsuoka.
- Code: Breaker como Rei Ōgami.
- Kamisama Kiss como Mizuki.
- Hakkenden: Touhou Hakken Ibun como Murasame.
- Inazuma Eleven GO! Chrono Stone como Saryuu Evan.

2013
- Hakkenden: Tōhō Hakken Ibun como Murasame.
- Karneval como Azana.
- Arata Kangatari como Arata Hinohara.
- To Aru Kagaku no Railgun S como Accelerator.
- Hakkenden: Tōhō Hakken Ibun 2 como Murasame.
- Brothers Conflict como Hikaru Asahina.
- Unbreakable Machine-Doll como Loki.
- Log Horizon como Karashin.
- Sekai de Ichiban Tsuyoku Naritai! como Líder del FanClub de Sakura.
- Diamond no Ace como Kominato Ryosuke
- Devil Survivor 2: The Animation como Daichi Shijima

2014
- Akatsuki no Yona como Shin-Ah.
- Akatsuki no yona como Han-Dae
- Kill la Kill como Shinjiro Nagita.
- Hamatora como Theo.
- Mahou Sensou como Gekko Nanase.
- Haikyū!! como Yu Nishinoya.
- Kuroshitsuji: Book of Circus como Dagger.
- Gekkan Shōjo Nozaki-kun como Mikoto Mikoshiba.
- Inou-battle wa nichijou-kei no naka de como Jurai Andou.
- Diamond no Ace como Kominato Ryosuke.
- World Trigger como Jun Arashiyama.

2015
- Kamisama Hajimemashita ◎ como Mizuki.
- Akagami no Shirayukihime como Obi.
- Akatsuki no Yona como Shin-Ah
- Shokugeki no Sōma como Ryō Kurokiba
- Diamond no Ace como Kominato Ryosuke
- Dungeon ni Deai o Motomeru no wa Machigatteiru Darō ka como Bete Loga
- Owari no Seraph como Yoichi Saotome
- Owari no Seraph: Nagoya Kessen-hen como Yoichi Saotome
- Ansatsu Kyoshitsu como Karma Akabane
- Star-myu como Rui Tatsumi

2016
- Akagami no Shirayukihime 2 como Obi.
- Boku no Hero Academia como Katsuki Bakugo.
- Cheer Danshi!! como Kazuma Hashimoto.
- Prince of Stride como Takeru Fujiwara.
- Ansatsu Kyoshitsu como Karma Akabane.
- Hatsukoi Monster como Kouta Shinohara.
- Momokuri como Momotsuki Shinya.
- Nejimaki Seirei Senki: Tenkyō no Alderamin como Ikta Solork.
- Sangatsu no Lion como Harunobu Nikaidō.
- Ansatsu Kyoushitsu Second Season como Karma Akabane

2017
- Ao no Exorcist: Kyoto Fujō Ō-hen como Rin Okumura.
- Boku no Hero Academia 2 como Katsuki Bakugō.
- Onihei Hankachō como Chūgo Kimura.
- Dungeon ni Deai o Motomeru no wa Machigatteiru Darou ka Gaiden Sword Oratoria como Bete Loga.
- Ballroom e Yōkoso como Kiyoharu Hyoudou.
- Pokemon Sun & Moon como Gladion.
- Vatican Kiseki Chōsakan como Josef Kō Hiraga.
- Katsugeki: Touken Ranbu como Hizamaru.
- Himouto! Umaru-chan R como Ebina koichiro.
- Juuni taisen como Usagi.
- Shōkoku no Altair como Silâh Ismail.

2018
- Hakyuu Houshin Engi como Ō Tenkun.
- Mahou Shoujo Site como Kaname Asagiri.
- Boku no Hero Academia 3 como Katsuki Bakugō.
- Satsuriku no Tenshi como Isaac "Zack" Foster.
- Phantom in the Twilight como Luke.
- To Aru Majutsu no Index III como Accelerator.[7]
- Hataraku Saibō como Célula dendrítica.
- Karakai jouzu no Takagi-san como Takao.
- JoJo's Bizarre Adventure: Golden Wind como Ghiaccio

2019
- Kimetsu no Yaiba como Genya Shinazugawa.
- To Aru Kagaku no Accelerator como Accelerator.
- Boku no Hero Academia 4 como Katsuki Bakugō.
- Uchi no Ko no Tame naraba, Ore wa Moshikashitara Maou mo Taoseru kamo Shirenai. como Dale Reki.
- Beastars  como Kai.
- Meiji Tokyo Renka  como Izumi Kyōka

2020
- Haikyuu!!: To the Top como Yū Nishinoya.
- Tower of God como Khun Agüero Agnes.
- Re:Zero kara Hajimeru Isekai Seikatsu como Garfield Tinsel.

2021
- Black Clover como Liebe.
- Horimiya como Sengoku Kakeru.
- Boku no Hero Academia 5 como Katsuki Bakugō.
- Mashiro no Oto como Kaito Yaguchi.
- Beyblade Burst Dynamite Battle como Phenomeno Payne.
- Jaku-Chara Tomozaki-kun como Shūji Nakamura.

2022
- Kinsō no Vermeil como lolite
- Boku no Hero Academia 6 como Katsuki Bakugo
- Tokyo Mew Mew New como Quiche
- Isekai Ojisan como Raiga
- The Eminence in Shadow como Rex

2023
- Boku no Kokoro no Yabai Yatsu como Shō Adachi
- Opus Colors como Daiki Yura
- Kimetsu no Yaiba: Katanakaji no Sato-hen como Genya Shinazugawa
- Undead Unluck como Top Bull Sparx
- Tokyo Revengers: Tenjiku-hen como Haruchiyo Sanzu
- Sōsō no Frieren como Himmel
- Sugar Apple Fairy Tale como Orland Langston
- Zom 100: Zombie ni Naru made ni Shitai 100 no Koto como Kanta Higurashi

2024
- Ishura como Hidow the Clamp
- Hit Viral como Toru Kaneko
- One Piece como S-Bear y Bartholomew Kuma (joven)
- Tower of God 2nd Season como Khun Aguero Agnis
- Giji Harem como Eiji Kitahama
- Wind Breaker como Ren Kaji
- Fairy Tail 100 Years Quest como Ignia
- Tsue to Tsurugi no Wistoria como Marze

2025
- Rekishi ni Nokoru Akujo ni Naru zo como Curtis Kenwood
- Izure Saikyo no Renkinjutsu-shi? como Akira
- Mahoutsukai no yakusoku como Shino Sherwood
- Sakamoto Days como Natsuki Seba
- Kanchigai no Atelier Meister como Golnova

2026
- Dead Account como Sōji Enishiro[8]

### OVA
- Air Gear como Itsuki Minami.
- Akikan! como Gorō Amaji.
- Ao no Exorcist como Rin Okumura.
- Boku no Hero Academia: Training of the Dead como Katsuki Bakugō.
- Code: Breaker como Rei Ōgami.
- Hybrid Child como Izumi Kotaro.
- Kaichou wa Maid-sama como Takumi Usui.
- Kamisama Hajimemashita: Kako-hen como Mizuki.
- Megane na Kanojo como Jun'ichi Kamiya.
- Shukufuku no Campanella como Leicester Maycraft.
- Assassination Classroom  com Karma Akabane
- Boku no Hero Academia: Ikinokore! Kesshi no Survival Kunren como Katsuki Bakugō

### Películas
- Gekijouban Sekaiichi hatsukoi: Yokozawa Takafumi no baai como Shōta Kisa.
- My Hero Academia: Two Heroes como Katsuki Bakugou.
- My Hero Academia: Heroes Rising como Katsuki Bakugou.
- My Hero Academia: World Heroes Mission como Katsuki Bakugou.
- Saint Seiya: Legend of Sanctuary como Andrómeda Shun.

### Especiales
- Ryū no Haisha como Bellnard "Bell" Octavius.

### Drama CDs
- Barajou No Kiss como Ninufa.
- Yumeiro Patissiere como Makoto Kashino.
- Nabari no Ō como Gau Meguro.
- Ao no Exorcist: Money, money, money como Rin Okumura.
- Katayoku no Labirynth como Shirota Tsukasa
- Isekai Mahou wa Okureteru como Sumei Yakagi

### Videojuegos
- Chaos Rings (Ayuta)
- Corpse Party: Book of Shadows (Tsukasa Mikuni)
- Digimon World: Next Order (Shoma Tsuzuki)
- Tokyo Babel (Uliel)
- Photograph Journey ~Hiroshima-Kanagawa~(Yuzurihara Takara)
- King's Raid (Neraxis)
- My Hero One's Justice (Katsuki Bakugou)
- Captain Tsubasa: Dream Team (Louis Napoleón)
- Final fantasy Brave Exvius (Rain)
- Twisted Wonderland (Floyd)
- Jump Force (Katsuki Bakugou)
- Mobile Suit Gundam: Extreme Vs.(Leos Alloy)
- Yakuza: Like a Dragon (Tianyou Zhao)

### Doblaje
- The Good Doctor como Dr. Shaun Murphy
- Power Rangers Mystic Force como Charlie Chip Thorn/Yellow Mystic Ranger
- Wish como Safi

## Discografía

### Álbumes
- (2012.05.23) Palette - 1st album
- (2013.06.05) Enjoy Full -2nd album
- (2014.06.13) Parading -3rd album
- (2015.12.25) Questory -4th album
- (2018.10.24) Braverthday -5th album
- (2020.04.15) Trust and Play -6th album (Junto a Tetsuya Kakihara)

### Singles
- (2012.04.18) Acchi de Kocchi de (あっちでこっちで) (como Acchi⇔Kocchi con Rumi Ookubo, Hitomi Nabatame, Kaori Fukuhara & Shintarō Asanuma)

### Canciones de anime
- Chrome Shelled Regios
  - (2009.08.07) Koukaku no Regios Character Songs -The First Session-
    - 愛のツェルニ (Ai no Zuellni) Feat. Layfon Alseif & Leerin Marfes (con Mikako Takahashi) (como Layfon Alseif)

  - (2009.08.28) Koukaku no Regios Character Songs -The Second Session-
    - 愛のツェルニ (Ai no Zuellni) Feat. Layfon Alseif  (como Layfon Alseif)
- Maid Sama!
  - (2010.07.22) Kaichou wa Maid-sama! Character Concept CD4 - Another Side
    - Promise (como Takumi Usui)
- Yumekui Merry
  - (2011.02.25) Yumekui Merry Character Song - Fujiwara Yumeji
    - 終わらない夜を (Owaranai Yoru wo) (como Yumeji Fujiwara)
- Sekaiichi Hatsukoi
  - (2011.07.06) Sekai-ichi Hatsukoi Character Song Vol.3 Shoudou Alarm - Shouta Kisa
    - 衝動アラーム (Shoudou Alarm) (como Kisa Shouta)
- Ao no Exorcist
  - (2011.08.24) Ao no Exorcist OP2 - IN MY WORLD
    - IN MY WORLD -青の炎 EDICIÓN- WITH RIN OKUMURA & YUKIO OKUMURA (con ROOKiEZ is PUNK'D y Jun Fukuyama) (como Rin Okumura)

  - (2011.08.31) Ao no Exorcist ED2 - Wired Life
    - Wired Life (No Escape Remix) feat. Okumura Rin (como Rin Okumura)
- Toaru Majutsu no Index y Toaru Majutsu no Index II
  - (2011.08.24) To Aru Majutsu no Index II ARCHIVES 4
    - 99.9% Noisy (como Accelerator)
- Sacred Seven
  - (2011.12.07) Sacred Seven Drama Character Album IV Fragment of S7 Kijima Night x Lau Feizooi
- Knight of Light (como Night Terushima)
- Acchi Kocchi
  - (2012.05.16) Acchi Kocchi Character Song Mini-Album
    - キラメキサイクル (Kirameki cycle) (como Io Otonashi)
- Kamisama Hajimemashita
  -     - (Hitori Ayatori) (como Mizuki)
- Vatican Kiseki Chōsakan
  - (2017.08.07) Vatican Kiseki Chōsakan ED - Sacrament[9]

### Otras apariciones en álbumes
- (2010.06.16): Death Connection Character Song Album
  - promise